# Абдул Альхазред
Абдул Альхазред (англ. Abdul Alhazred, кінець VII ст. — 738 рік; також Абдулла аль-Хазред, Абдулла Аль-Хазраджи чи Безумний Араб) — вигаданий персонаж у творах Говарда Лавкрафта, автор Некрономікона, невід'ємний персонаж Міфів Ктулху.

## Походження ім'яАбдул Альхазред
Ім'я «Абдул Альхазред» Лавкрафт використовував як власний псевдонім в юнацькі роки.
Про походження цього імені Лавкрафт писав у листі до Гарі О. Фішеру наприкінці лютого 1937 року:
Ім'я «Абдул Альхазред» вигадав для мене хтось з дорослих (я не можу пригадати, хто саме), коли мені було 5 років, і я палко забажав стати арабом, після того як прочитав Арабські Ночі. Минули роки і мені спало на думку, що було б потішно використовувати його як ім'я автора забороненої книги. Назва Некрономікон … прийшла до мене уві сні. 
Абдул Альхазред не зовсім вірна форма арабського імені. Більш коректно воно мало б виглядати як Абд-ель-Хазред чи просто Абдул Хазред.

## Біографія

### Говард Лавкрафт
Відповідно до оповідання Лавкрафта «Історії Некрономікона», яке було написане у 1927 і видане у 1938 році, Альхазерд був:
|  | …навіженим поетом із Сани в Ємені, який, як кажуть, процвітав у період династії Омеядів, близько 700 року нашої ери. Він відвідував руїни Вавилону та підземні печери Мемфіса, провів один десять років у великій південній пустелі Аравії — Руб-ель-Халі або "порожньому просторі" древніх, — а також у пустелі Дехна чи Крімсон сучасних арабів, яка за повір'ями населена чудовиськами і злими духами. Ті, хто наважився перетнути її, розповідали дивні та неймовірні речі про цю пустелю. Останні роки життя Альхазред провів в Дамаску.Оригінальний текст (англ.) ... a mad poet of Sanaá, in Yemen, who is said to have flourished during the period of the Ommiade caliphs, circa 700 A.D. He visited the ruins of Babylon and the subterranean secret of Memphis and spent ten years alone in the great southern desert of Arabia—the Roba El Khaliyeh or "Empty Space" of the ancients—and "Dahna" or "Crimson" desert of the modern Arabs, which is held to be inhabited by protective evil spirits and monsters of death. Of this desert many strange and unbelievable marvels are told by those who pretend to have penetrated it. In his last years Alhazred dwelt in Damascus. |

У 730 році, живучи в Дамаску, Альхазред можливо написав зловісну книгу аль-Азіф (арабською мовою), що згодом стала відомою як «Некрономікон». Ті, хто мав справу з цією книгою зазвичай доходили до неприємного кінця, й Альхазред не став винятком. Знову ж таки, згідно з «Історією» Лавкрафта:
|  | Про його смерть або зникнення (738 року н. е.) ходило безліч зловісних і суперечливих чуток. Ібн Халлікан (біограф XIII століття) писав, що Альхазред серед білого дня був схоплений і знищений невидимим чудовиськом на очах у безлічі скам'янілих від жаху свідків. Про його божевілля теж говорили багато. Він заявляв, що бачив легендарний Ірам, або Місто Колон, а також, що знайшов під руїнами якогось безіменного пустельного міста сповнені жахливих таємниць літописи про расу, старшу за людство. Він був лише посереднім мусульманином, що вклонявся невідомим сутностям, яких називав Йог-Сотот та Ктулху.Оригінальний текст (англ.) Of his final death or disappearance (738 A.D.) many terrible and conflicting things are told. He is said by Ebn Khallikan (12th cent. biographer) to have been seized by an invisible monster in broad daylight and devoured horribly before a large number of fright-frozen witnesses. Of his madness many things are told. He claimed to have seen the fabulous Irem, or City of Pillars, and to have found beneath the ruins of a certain nameless desert town the shocking annals and secrets of a race older than mankind. He was only an indifferent Moslem, worshipping unknown entities whom he called Yog-Sothoth and Cthulhu. |